# Malattia di von Gierke
La malattia di Von Gierke o glicogenosi di tipo I è la malattia più comune per quanto riguarda la categoria delle glicogenosi, ossia malattie da accumulo di glicogeno, nello specifico chi è affetto da tale malattia non è in grado di utilizzare gli zuccheri.
Questa malattia colpendo l'enzima denominato glucosio-6-fosfatasi, altera la capacità del fegato di produrre il glucosio libero dal glicogeno. Inoltre altera la capacità, sempre prerogativa del fegato, della gluconeogenesi, ovvero del processo che si instaura in caso di necessità dovuta ad una carenza di glucosio nel flusso ematico, dove un composto non glucidico viene convertito in glucosio.
Questo è dovuto all'impossibilità dell'epatocita di defosforilare il Glu-6P e quindi di permetterne l'uscita.

Poiché questi sono i due meccanismi metabolici principali da cui il fegato fornisce il glucosio al resto del corpo durante i periodi di digiuno, viene a definirsi un caso di ipoglicemia, mancanza di zuccheri nel corpo molto grave.